# Ратковић
Ратковић је насеље у Србији у општини Рековац у Поморавском округу. Према попису из 2022. било је 213 становника.
Овде се налази Запис липа код цркве (Ратковић).

## Историја
До Другог српског устанка Ратковић се налазио у саставу Османског царства. Након Другог српског устанка Ратковић улази у састав Кнежевине Србије и административно је припадао Јагодинској нахији и Левачкој кнежини све до 1834. године када је Србија подељена на сердарства.

## Демографија
У насељу Ратковић живи 402 пунолетна становника, а просечна старост становништва износи 51,5 година (49,9 код мушкараца и 53,1 код жена). У насељу има 202 домаћинства, а просечан број чланова по домаћинству је 2,28.
Ово насеље је великим делом насељено Србима (према попису из 2002. године), а у последња три пописа, примећен је пад у броју становника.
|  |

| Демографија | Демографија | Демографија |
| Година      | Становника  | Становника  |
| ----------- | ----------- | ----------- |
| 1948.       | 1.335       |             |
| 1953.       | 1.312       |             |
| 1961.       | 1.151       |             |
| 1971.       | 916         |             |
| 1981.       | 745         |             |
| 1991.       | 525         | 522         |
| 2002.       | 461         | 465         |

| Етнички састав према попису из 2002.‍ | Етнички састав према попису из 2002.‍ | Етнички састав према попису из 2002.‍ | Етнички састав према попису из 2002.‍ | Етнички састав према попису из 2002.‍ |
| ------------------------------------ | ------------------------------------ | ------------------------------------ | ------------------------------------ | ------------------------------------ |
|                                      |                                      |                                      |                                      |                                      |
| Срби                                 | Срби                                 |                                      | 455                                  | 98,69%                               |
| Црногорци                            | Црногорци                            |                                      | 3                                    | 0,65%                                |
| Македонци                            | Македонци                            |                                      | 1                                    | 0,21%                                |
| Југословени                          | Југословени                          |                                      | 1                                    | 0,21%                                |
| непознато                            | непознато                            |                                      | 1                                    | 0,21%                                |

| Ратковић у пописима Јагодинске нахије — од 1818. до 1829.                         |       |       |       |       |       |       |          |       |       |       |       |       |
| Година пописа                                                                     | 1818. | 1819. | 1820. | 1821. | 1822. | 1823. | 1824/25. | 1825. | 1826. | 1827. | 1828. | 1829. |
| Куће                                                                              | 61    | 64    | 62    | 65    | 65    | 64    | 67       | 67    | 69    | 68    | 69    | 67    |
| Пореске главе*                                                                    | -     | 71    | 74    | 77    | 75    | 78    | 85       | 82    | 81    | 81    | 81    | 81    |
| Арачке главе**                                                                    | 134   | 151   | 170   | 174   | 175   | 177   | 182      | 177   | 182   | 185   | 183   | 180   |
| *Пореске главе = Ожењени мушкарци \| ** Арачке главе = Мушкарци од 7 до 70 година |       |       |       |       |       |       |          |       |       |       |       |       |

| Година пописа     | 1948. | 1953. | 1961. | 1971. | 1981. | 1991. | 2002. |
| ----------------- | ----- | ----- | ----- | ----- | ----- | ----- | ----- |
| Број домаћинстава | 263   | 263   | 275   | 255   | 239   | 202   | 202   |

| Број чланова      | 1  | 2  | 3  | 4  | 5 | 6 | 7 | 8 | 9 | 10 и више | Просек |
| ----------------- | -- | -- | -- | -- | - | - | - | - | - | --------- | ------ |
| Број домаћинстава | 85 | 60 | 16 | 20 | 9 | 6 | 2 | 3 | 1 | 0         | 2,28   |

| Пол    | Укупно | Неожењен/Неудата | Ожењен/Удата | Удовац/Удовица | Разведен/Разведена | Непознато |
| ------ | ------ | ---------------- | ------------ | -------------- | ------------------ | --------- |
| Мушки  | 210    | 50               | 127          | 28             | 5                  | 0         |
| Женски | 200    | 15               | 114          | 68             | 3                  | 0         |
| УКУПНО | 410    | 65               | 241          | 96             | 8                  | 0         |

| Пол    | Укупно                    | Пољопривреда, лов и шумарство | Рибарство                            | Вађење руде и камена | Прерађивачка индустрија       |
| ------ | ------------------------- | ----------------------------- | ------------------------------------ | -------------------- | ----------------------------- |
| Мушки  | 140                       | 98                            | 0                                    | 0                    | 13                            |
| Женски | 94                        | 84                            | 0                                    | 0                    | 3                             |
| УКУПНО | 234                       | 182                           | 0                                    | 0                    | 16                            |
| Пол    | Производња и снабдевање   | Грађевинарство                | Трговина                             | Хотели и ресторани   | Саобраћај, складиштење и везе |
| Мушки  | 1                         | 7                             | 5                                    | 0                    | 4                             |
| Женски | 0                         | 1                             | 0                                    | 0                    | 0                             |
| УКУПНО | 1                         | 8                             | 5                                    | 0                    | 4                             |
| Пол    | Финансијско посредовање   | Некретнине                    | Државна управа и одбрана             | Образовање           | Здравствени и социјални рад   |
| Мушки  | 0                         | 3                             | 4                                    | 1                    | 2                             |
| Женски | 0                         | 2                             | 2                                    | 1                    | 0                             |
| УКУПНО | 0                         | 5                             | 6                                    | 2                    | 2                             |
| Пол    | Остале услужне активности | Приватна домаћинства          | Екстериторијалне организације и тела | Непознато            | Непознато                     |
| Мушки  | 2                         | 0                             | 0                                    | 0                    | 0                             |
| Женски | 0                         | 0                             | 0                                    | 1                    | 1                             |
| УКУПНО | 2                         | 0                             | 0                                    | 1                    | 1                             |